# أشنة بوت
الأشنة البوت (الاسم العلمي: Pottia) هي جنس من النباتات تتبع فصيلة أشنات بوت من رتبة أشنيات بوت.

## أنواع أشنة بوت
- أشنة بوت الأسطوانية
- أشنة بوت البحرية
- أشنة بوت التسمانية
- أشنة بوت الجاوية
- أشنة بوت الدروموندية
- أشنة بوت الشاطئية
- أشنة بوت الضفافية
- أشنة بوت الغرونلندية
- أشنة بوت القطبية الجنوبية
- أشنة بوت القلنسوية
- أشنة بوت القوقازية
- أشنة بوت المتكورة
- أشنة بوت المكسيكية
- أشنة بوت الملعقية
- أشنة بوت النيوكاليدنية
- أشنة بوت الهزيلة
- أشنة بوت الوتسونية
- أشنة بوت الويلسونية
- أشنة بوت اليابانية
- أشنة بوت إسفينية الأوراق
- أشنة بوت أليفة الجبال العالية
- أشنة بوت ثنائية اللون
- أشنة بوت ضيقة الثمار
- أشنة بوت طويلة الأوراق
- أشنة بوت قصيرة الساق
- أشنة بوت كبيرة الأوراق
- أشنة بوت كبيرة الثمار